# Кардіджан
Кардіджан (перс. كرديجان) — село в Ірані, у дегестані Мазрае-Нов, у Центральному бахші, шахрестані Аштіан остану Марказі. За даними перепису 2006 року, його населення становило 1667 осіб, що проживали у складі 409 сімей.

## Клімат
Середня річна температура становить 12,70 °C, середня максимальна – 31,98 °C, а середня мінімальна – -9,41 °C. Середня річна кількість опадів – 232 мм.
| Клімат поселення                              | Клімат поселення | Клімат поселення | Клімат поселення | Клімат поселення | Клімат поселення | Клімат поселення | Клімат поселення | Клімат поселення | Клімат поселення | Клімат поселення | Клімат поселення | Клімат поселення | Клімат поселення |
| Показник                                      | Січ.             | Лют.             | Бер.             | Квіт.            | Трав.            | Черв.            | Лип.             | Серп.            | Вер.             | Жовт.            | Лист.            | Груд.            |                  |
| Середній максимум, °C                         | 7,93             | 9,96             | 14,90            | 20,30            | 24,72            | 30,80            | 31,98            | 30,96            | 26,79            | 21,07            | 14,55            | 8,60             |                  |
| Середня температура, °C                       | −0,74            | 1,30             | 6,22             | 11,60            | 16,04            | 22,12            | 25,65            | 24,60            | 20,43            | 14,72            | 8,20             | 2,26             |                  |
| Середній мінімум, °C                          | −9,41            | −7,38            | −2,45            | 2,94             | 7,36             | 13,46            | 19,30            | 18,26            | 14,08            | 8,37             | 1,85             | −4,09            |                  |
| Норма опадів, мм                              | 34               | 34               | 43               | 30               | 25               | 3                | 1                | 1                | 0                | 9                | 21               | 31               |                  |
| Середньомісячна швидкість вітру, м/с          | 1.92             | 1.94             | 2.81             | 2.76             | 2.58             | 2.41             | 2.43             | 2.29             | 2.11             | 2.01             | 1.89             | 1.44             |                  |
| Середньомісячна сонячна радіація, кДж/м²·день | 9189             | 12496            | 15023            | 18526            | 22398            | 26789            | 25989            | 24131            | 21011            | 15605            | 11140            | 9032             |                  |
| --------------------------------------------- | ---------------- | ---------------- | ---------------- | ---------------- | ---------------- | ---------------- | ---------------- | ---------------- | ---------------- | ---------------- | ---------------- | ---------------- | ---------------- |
| Джерело:                                      |                  |                  |                  |                  |                  |                  |                  |                  |                  |                  |                  |                  |                  |